# بخش فروآنفلد
بخش فروآنفلد یکی از بخشهای کانتون تورگو در کشور سوئیس است.